# Mosaico triangular
Na geometria, o Mosaico Triangular é uma das três pavimentações regulares do espaço bidimensional. Porque o ângulo interno do triângulo equilátero é de 60 graus, seis triângulos em um ponto ocupam 360 graus. A telha triangular tem o Símbolo de Schläfli de {3,6}.